# Nowgoroder Kreml

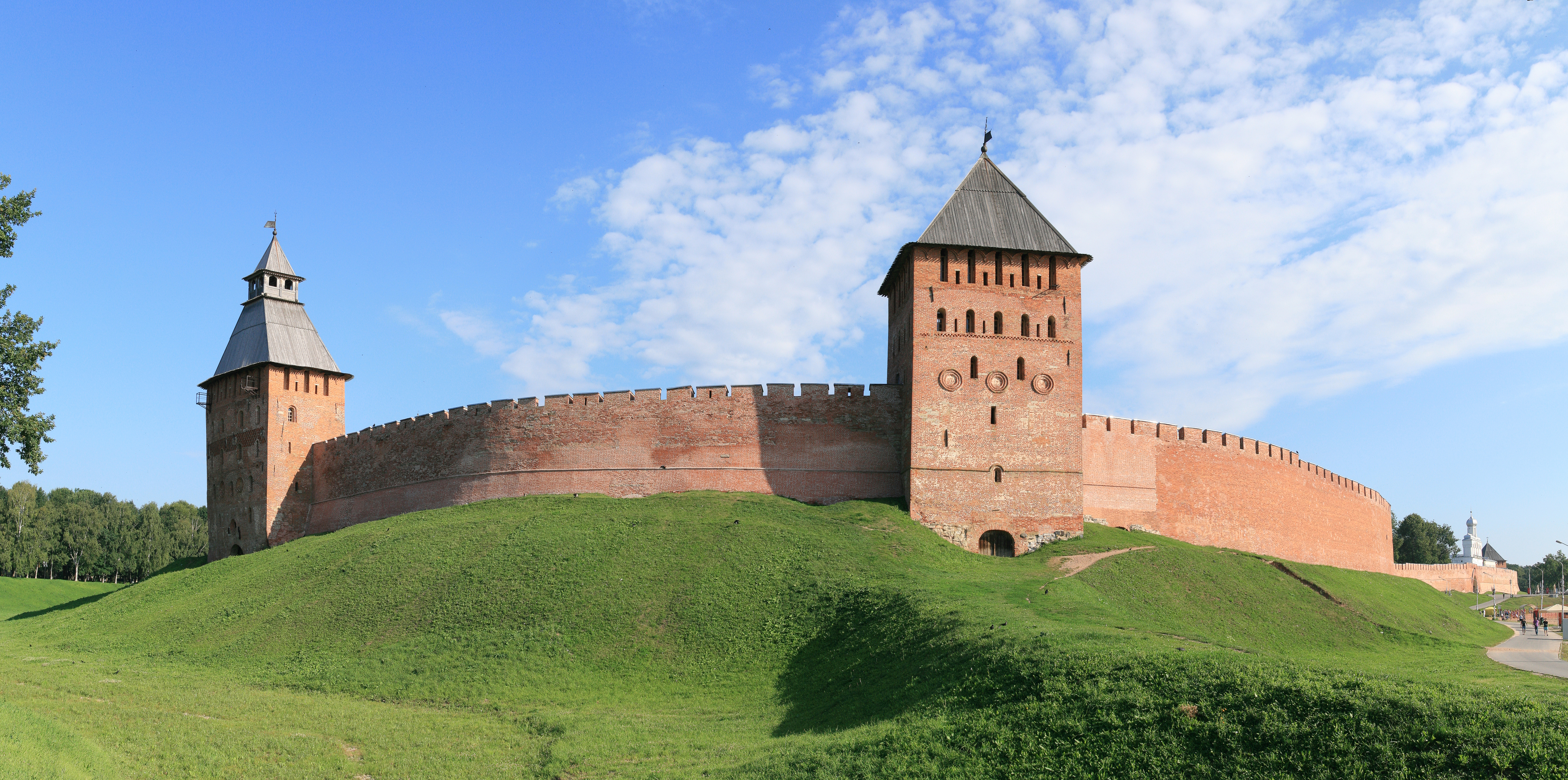
Mauern des Nowgoroder Kremls

Der Nowgoroder Kreml (russisch Новгородский кремль) oder Detinez (Детинец) ist die am linken Ufer des Wolchow gelegene historische Rundburg in Weliki Nowgorod. Die erste schriftliche Erwähnung der Nowgoroder Burg geht auf das Jahr 1044 zurück (die Mauer war erstmals aus Holz gebaut). Heute ist die Anlage ein auf Föderationsebene geschütztes Architekturdenkmal. Als Teil der historischen Altstadt von Nowgorod ist sie Weltkulturerbe der UNESCO. Der Nowgoroder Kreml ist nicht zu verwechseln mit dem Nischni Nowgoroder Kreml.

## Architektur
Der Kreml steht auf einem Hügel, der etwa zehn Meter über den Wolchow ragt. Er hat die Form eines in nord-südlicher Richtung gestreckten und von der Uferseite etwas eingewölbten Ovals. Die Gesamtlänge seiner äußeren Mauern beträgt 1487 Meter, die Länge von Nord nach Süd etwa 565 Meter und die Breite von West nach Ost etwa 220 Meter. Die Gesamtfläche des Kremls beträgt 12,1 Hektar.

### Mauern

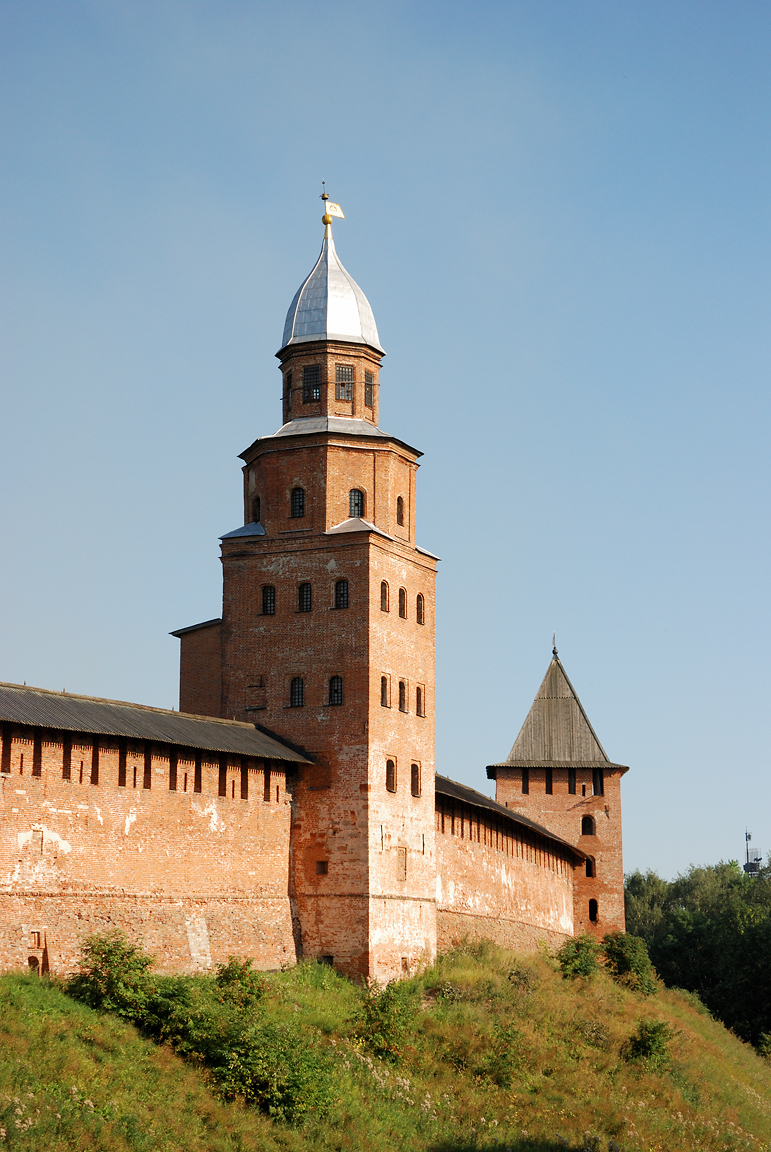
Turm Kokuj

Die Mauern wurden aus Ziegelsteinen sowie aus Kalksteinbrocken erbaut. Die Dicke der Mauern variiert je nach Stelle zwischen 3,6 und 6,5 Metern. Die Höhe schwankt zwischen 8 und 15 Metern. Ein besonderes Merkmal des Nowgoroder Kremls ist die Errichtung von Kirchen oberhalb der Toreingänge. Die Hauptrolle spielten dabei die Nowgoroder Erzbischöfe, während die gewählten Fürsten keinen Bezug zum Bau des Kremls hatten. Allerdings tagte der Adelsrat der Republik Nowgorod in der gotischen Facetten- oder Bischofskammer, die zum Komplex des Bischofspalastes gehörte.
In der heutigen Zeit haben die in den 1950er- und 1960er-Jahren unter der Leitung von A. Worobjow restaurierten Mauern das Aussehen aus dem 15. Jahrhundert.

### Türme
Nicht alle heute gebräuchlichen Namen der Türme sind historisch. Die Türme Dworzowaja, Knjaschaja, Kokuj und Mitropolitschja erhielten ihre Namen erst um die Wende zum 20. Jahrhundert. Jeder Turm ist in mehrere Stockwerke unterteilt, die mit Holztreppen miteinander verbunden waren. Jeder Turm hatte einen Ausgang zum Wehrgang auf der Kremlmauer, während die unteren Stockwerke zum Lagern von Munition genutzt wurden. Darüber hinaus waren die Türme mit Vorrichtungen zum Heben von Artillerie und Munition ausgestattet.

### Erhaltene Türme

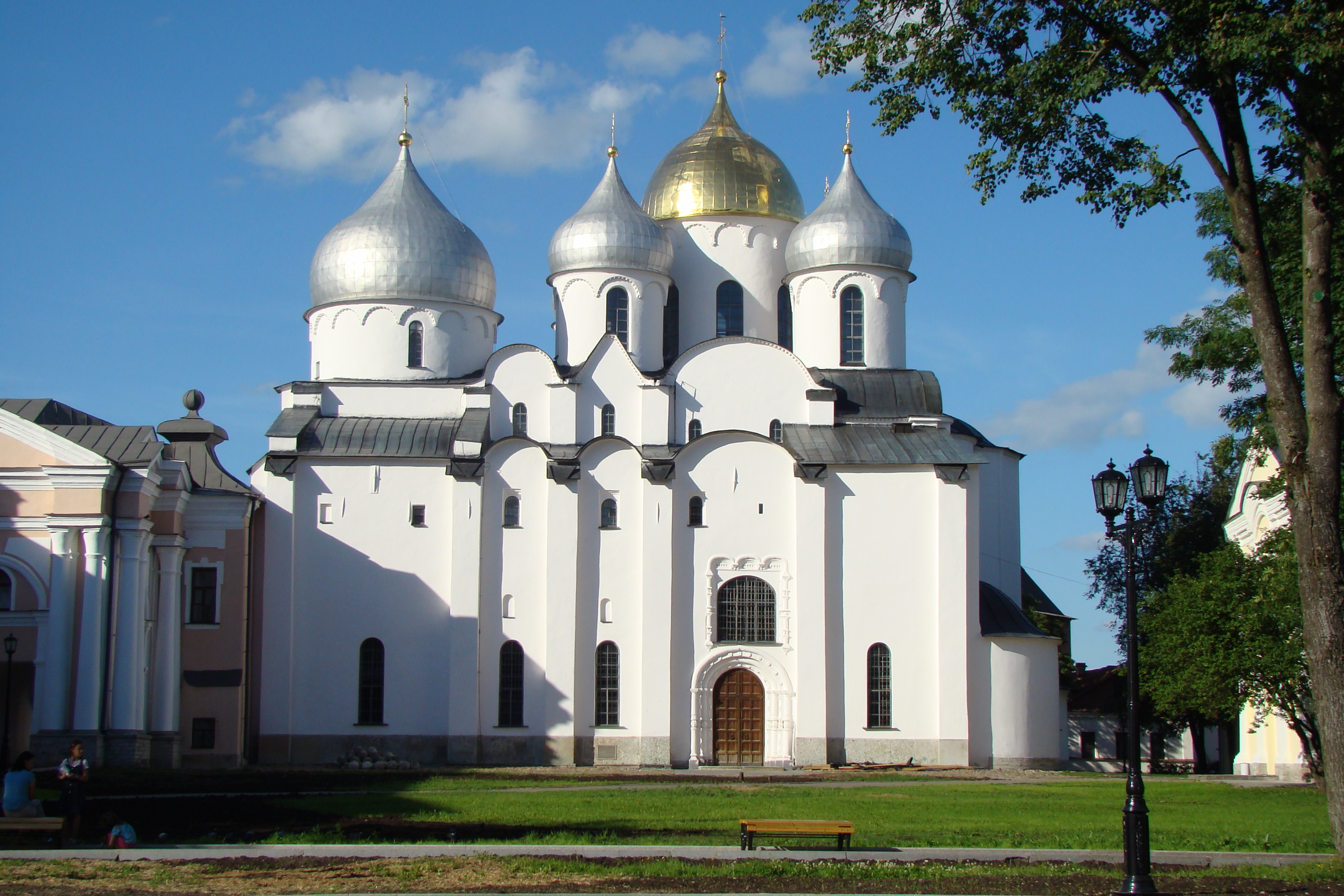
Sophienkathedrale (1045–1050)

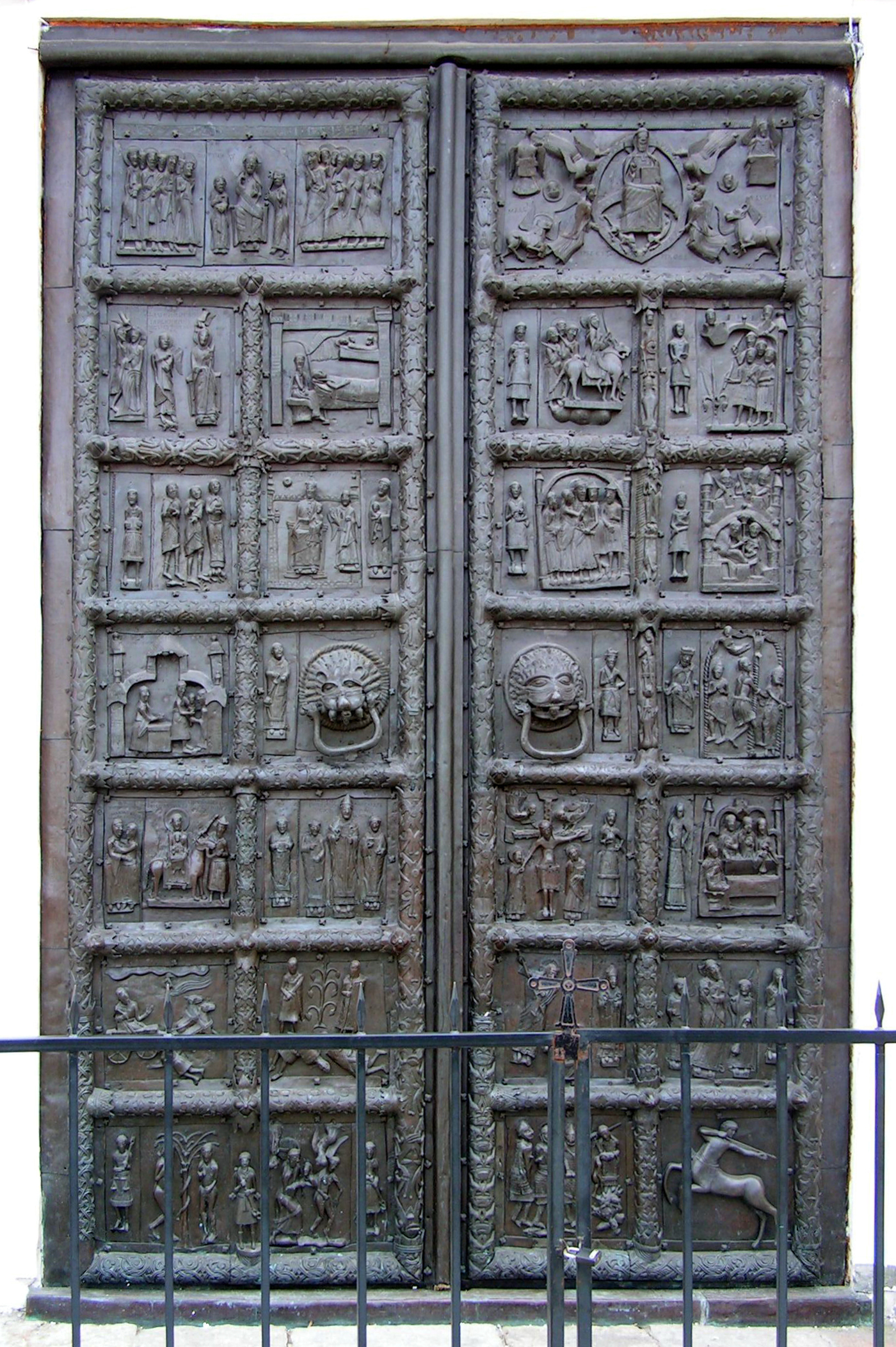
Magdeburger Tor (Магдебургские врата) der Sophienkathedrale

- Spasskaja-Turm, (Erlöserturm). Gebaut um 1297.
- Dworzowaja-Turm (Palastturm)
- Knjaschaja-Turm (Fürstenturm)
- Kokuj – der höchste Turm des Kremls. Gebaut unter Peter dem Großen
- Pokrowskaja-Turm, 1305 (Mariä-Schutz-Turm). Gebaut um 1305.
- Slatoustowskaja-Turm (Chrystosomos-Turm)
- Mitropolitschja-Turm (Metropoliten-Turm)
- Fjodorowskaja-Turm  (Fjodor-Turm)
- Wladimirskaja-Turm (Wladimir-Turm). Gebaut um 1311.

#### Nicht erhaltene Türme
Einige Türme wurden zerstört. Anstelle des Pretschistenskaja- und des Woskressenskaja-Turms wurden große Einfahrts-Torbögen gebaut.
- Pretschistenskaja-Turm
- Borisoglebskaja-Turm (Boris-und-Gleb-Turm)
- Woskressenskaja-Turm (Auferstehungsturm). Gebaut um 1296

#### Kreml-Tore
- Tajnitschnye-Wassertor
- Bojaren-Wassertor

### Gebäude im Mauerring
- Sophienkathedrale

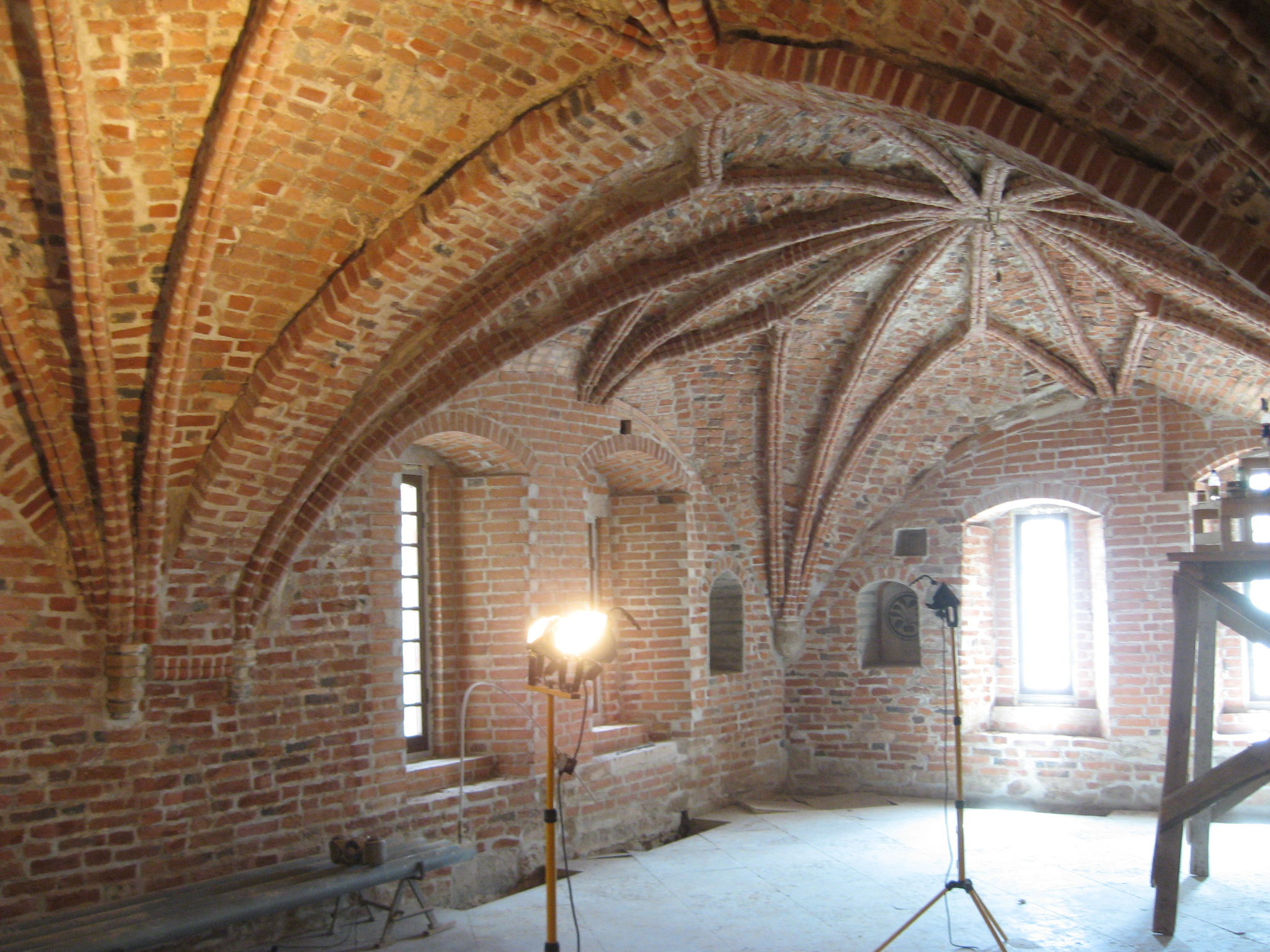
Gotischer Sitzungssaal der Bischofskammer

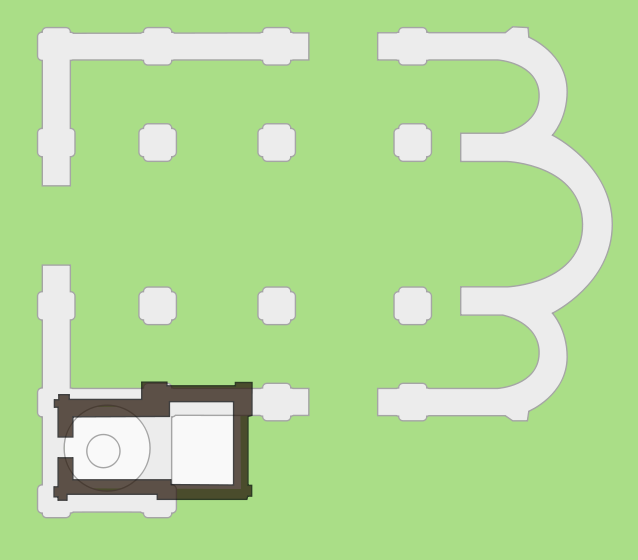
Weiß: Boris-und-Gleb-Kathedrale
schwarz: Andreas-Stratelates-Kirche

- Facetten- oder Bischofskammer, Teil des ehemaligen Bischofspalastes und Sitzungsgebäude des Adelsrates der Republik Nowgorod, eines der östlichsten Bauwerke der Backsteingotik, 1433
- Kirche des Hl. Sergius von Radonesch, 1463
- Andreas-Stratelates-Kirche, 1611, aus einem Turmstumpf der verlorenen Boris-Gleb-Kathedrale

### Denkmäler
- Nationaldenkmal Tausend Jahre Russland, 1867